# Henk van Spaandonck
Henricus Josephus van Spaandonck (Roosendaal, 25 de junho de 1913 - 31 de julho de 1982) foi um futebolista neerlandês, que atuava como defensor.

## Carreira
Henk van Spaandonck fez parte do elenco da Seleção Neerlandesa de Futebol que disputou a Copa do Mundo de 1938.

## Ligações Externas
- Perfil em FIFA.com (em inglês)